# Latjesbrug
De Latjesbrug (brug 50) is een basculebrug in Amsterdam-Centrum.
De brug is gelegen in de Anne Frankstraat en voert over de Nieuwe Herengracht, op de hoek van het Entrepotdok. Aan de noordwestzijde ligt een aantal rijksmonumenten, ten zuidwesten het Wertheimpark.
Hier is voor het eerst een brug te vinden op een kaart uit circa 1875. Ten zuidwesten van de brug ligt dan de Plantage, die later ingericht zou worden als Diergaarde Plantage, het latere Artis. Aan de noordwestkant is er dan nog geen doorlopende straat, de Anne Frankstraat werd pas eind jaren zestig aangelegd. In de periode juni tot en met december 1919 zou die brug vervangen worden, maar de gemeente begon er pas een half jaar later aan (van december 1919 tot en met maart 1920). De Dienst der Publieke Werken leverde toen een ijzeren ophaalbrug naar een ontwerp van Wichert Arend de Graaf op, die destijds geroemd werd vanwege zijn zuiverheid (geen verdere versieringen). Het is een zusje van de Westerkeersluis (brug 346) in de Tasmanstraat over het Westerkanaal (ook later verwijderd). Op de ijzeren brug liggen houten latten als wegdek, hetgeen de brug de bijnaam Latjesbrug oplevert. In 1931 zijn er plannen om vlak naast de brug een nieuwe hoofdweg aan te leggen en de brug te slopen, maar de plannen worden geschrapt. Daarna begon het getouwtrek om het traject van de IJtunnel met alle gevolgen  van dien, zoals herinrichting van straten, pleinen, demping van grachten. In 1938 is de brug even uit dienst; de brug is roestig en moet ontroest worden. Wanneer de oplevering van de IJtunnel nadert, wordt het noodzakelijk ook deze brug aan te passen. Voor de toegang van verkeer van en naar het noorden werd een doorbraak vanaf 1962 geforceerd in de Rapenburgerstraat (huisnummer 45-47 werden gesloopt alsook Nieuwe Herengracht 169-173). In verband met de verwachting dat de hoeveelheid verkeer toeneemt werd door Dirk Sterenberg van Publieke Werken een brug ontworpen van 24 meter breed. Sterenberg ontwierp ook de gietijzeren naambordjes. Vanaf 12 januari 1967 begonnen de sloopwerkzaamheden, vlak na de aanbesteding van de nieuwe; verwachte oplevering is dan het najaar 1968. Sterenberg ontwierp een brug die aan de walkanten en landhoofden doet denken aan de Amsterdamse Schoolbruggen van Piet Kramer. Andere onderdelen die naar Kramer wijzen zijn de terrasjes naast de brug en versierde brugbalustrades, in dit geval ontworpen door Herman van der Heide. Het werd voor de omgeving hier een enorm stalen gevaarte, gelijkend op de M.S. Vaz Diasbrug die iets verderop ligt. In oktober 1968 is het project klaar, de brug is daarna nauwelijks gewijzigd. De brug is eigenlijk te groot voor het verkeersaanbod.   

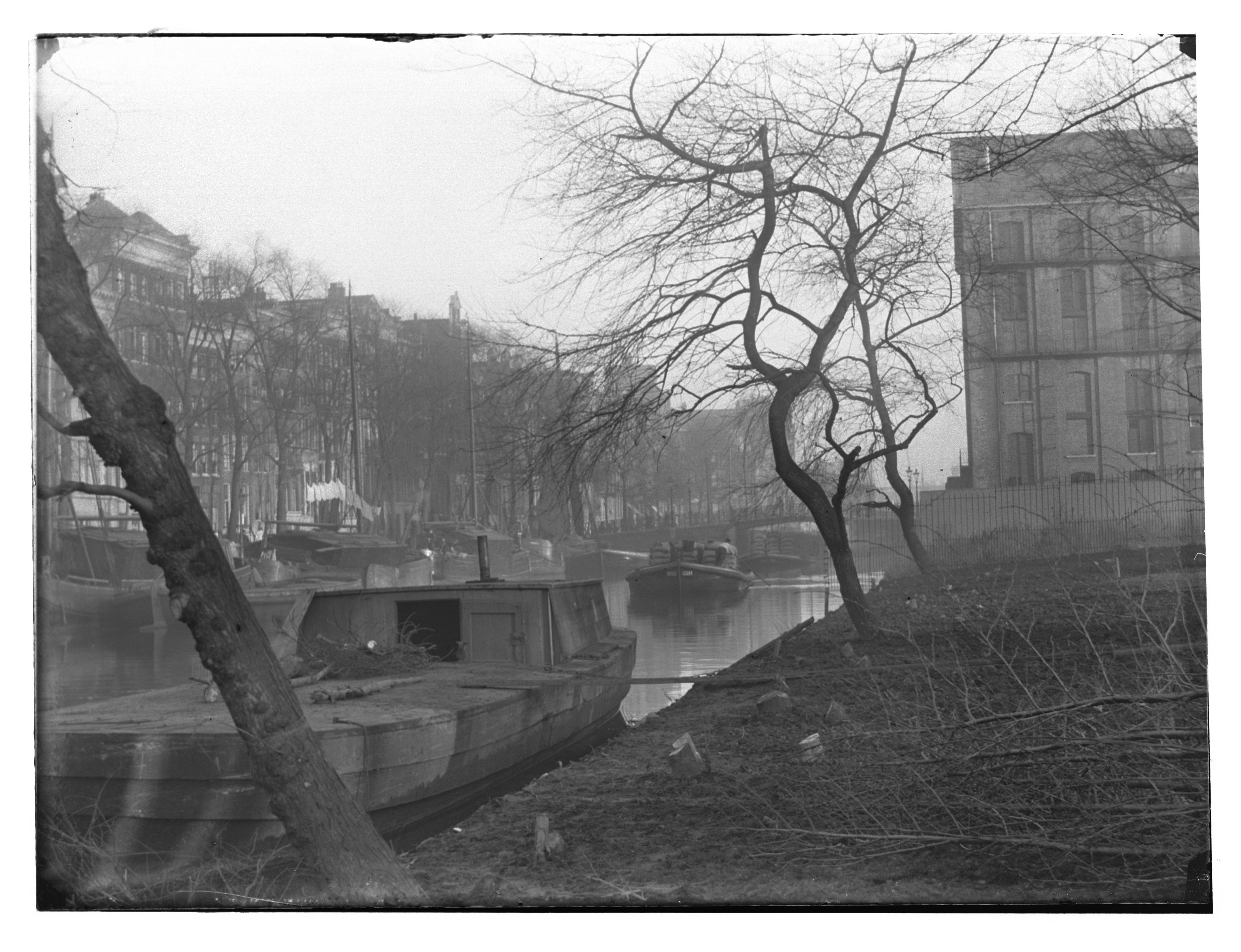
De brug in 1897 vastgelegd door Jacob Olie
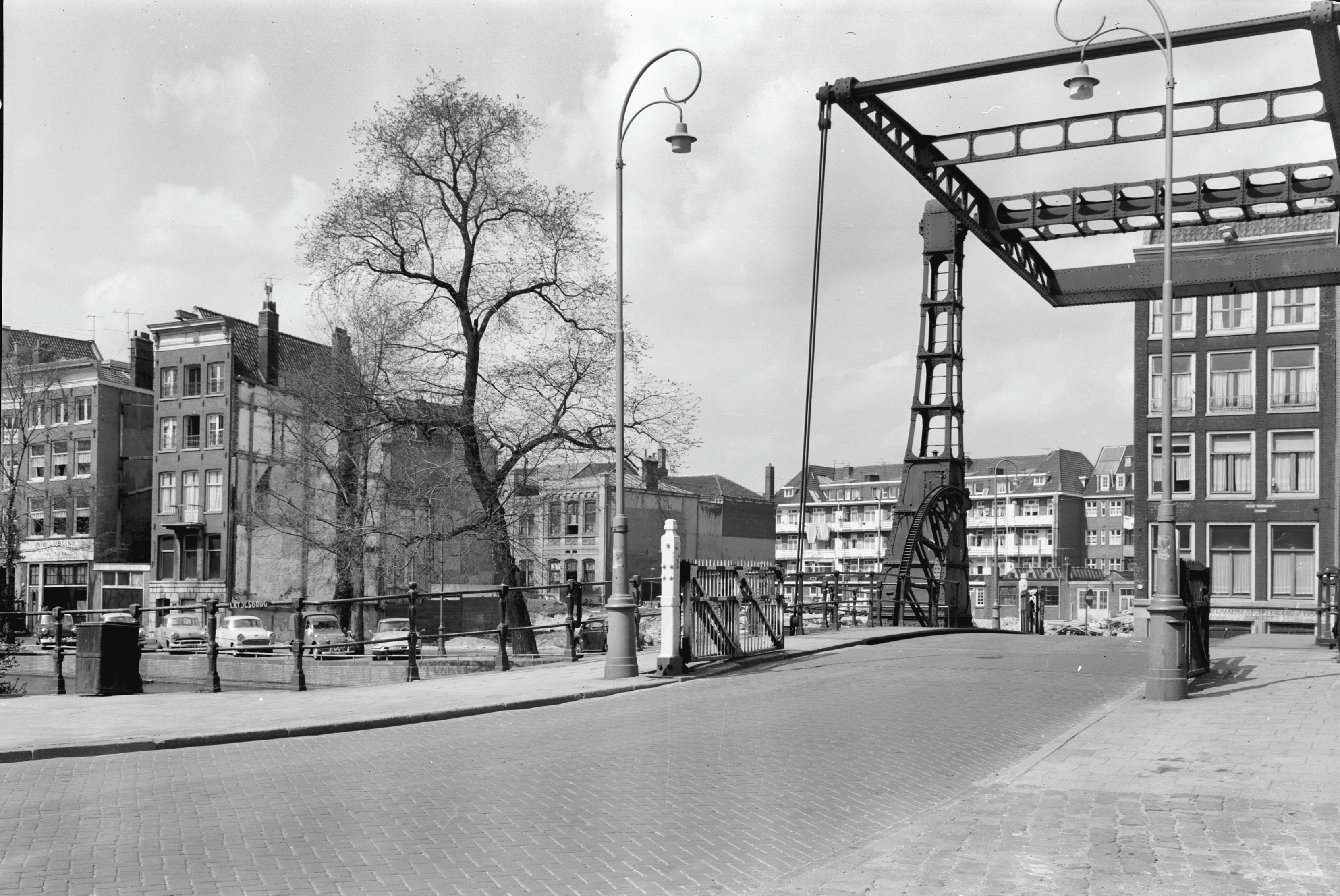
De brug van De Graaf, drie jaar voor de sloop
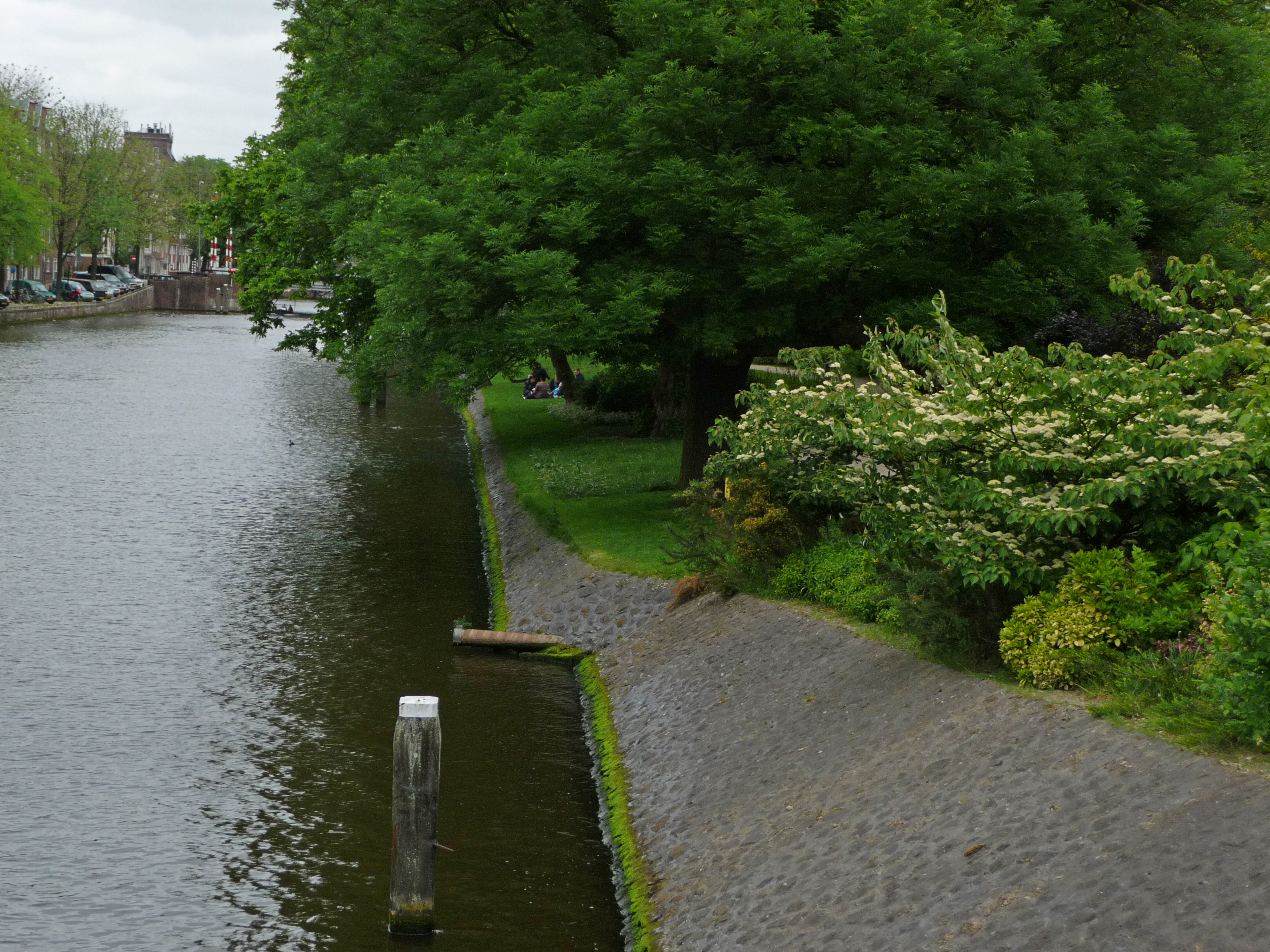
Latjesbrug verscholen achter bomen (2013)
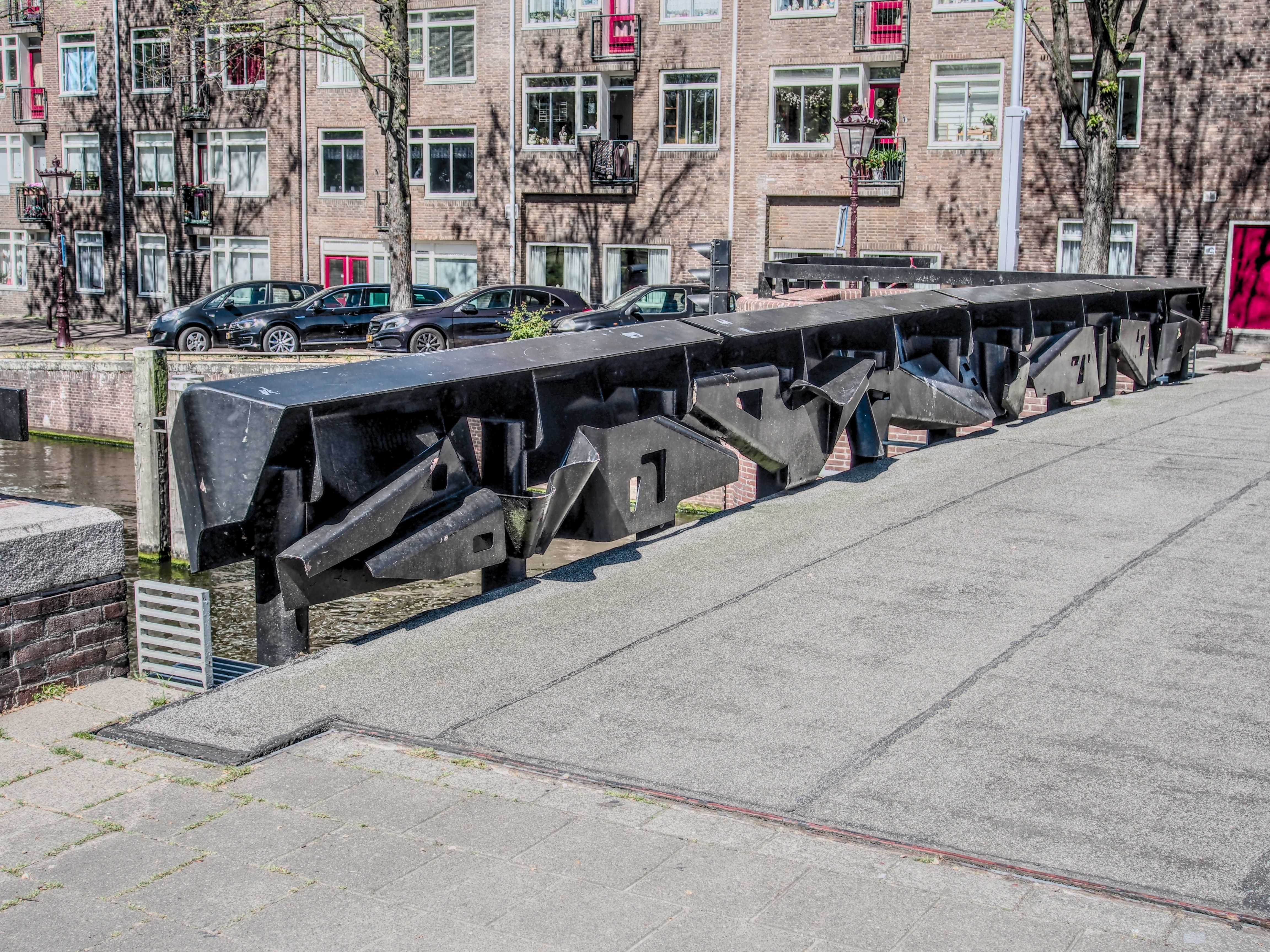
Detailfoto balustrade (juli 2017)

1 · 2 · 3 · 4 · 5 · 6 · 7 · 8 · 9 · 10 · 11 · 12 · 13 · 14 · 15 · 16 · 17 · 18 · 19 · 20 · 21 · 22 · 23 · 24 · 25 · 26 · 27 · 28 · 29 · 30 · 31 · 32 · 34 · 35 · 36 · 37 · 38 · 39 · 40 · 41 · 42 · 43 · 44 · 45 · 46 · 47 · 48 · 49 · 50 · 51 · 52 · 53 · 54 · 55 · 56 · 57 · 58 · 59 · 60 · 61 · 62 · 63 · 64 · 65 · 66 · 67 · 68 · 69 · 70 · 71 · 72 · 73 · 74 · 75 · 76 · 77 · 78 · 79 · 80 · 81 · 82 · 84 · 85 · 86 · 87 · 88 · 89 · 90 · 91 · 92 · 93 · 94 · 95 · 96 · 97 · 98 · 99 · >>>
Brugnummers 33 en 83 zijn niet (meer) vergeven